# Morbus Charcot-Marie-Tooth
Der Morbus Charcot-Marie-Tooth (CMT) ist eine erbliche Erkrankung, bei der vor allem periphere Nerven und bestimmte Rückenmarksabschnitte befallen sind. Er wurde nach seinen Entdeckern Jean-Martin Charcot (1825–1893), Pierre Marie (1853–1940) und Howard Tooth (1856–1926) benannt. Heute ist die Bezeichnung Hereditäre motorisch-sensible Neuropathie Typ I (HMSN I) üblicher. Sie ist eine atrophische Form der neuralen Muskelatrophie und gehört zu den neuromuskulären Erkrankungen. Eine weitere Bezeichnung lautet unter Einbeziehung des deutschen Neurologen Johann Hoffmann Charcot-Marie-Tooth-Hoffmann-Syndrom. Das Roussy-Lévy-Syndrom wird als eine Variante dieser Erkrankung angesehen.

## Epidemiologie
Die Charcot-Marie-Tooth-Krankheit ist die häufigste neurogenetische Erkrankung. 20–30 Personen auf 100.000 Einwohner sind betroffen. Sie wird zumeist autosomal-dominant vererbt.
Daher gibt es Häufungen in einzelnen Familien. Meist ist die Ursache eine Mutation auf dem Chromosom 17.

## Ätiologie
CMT ist eine vererbliche Erkrankung peripherer Nerven. Dabei ist durch eine Gen-Mutation der Nervenzellfortsatz, Axon genannt, oder die isolierende Myelinschicht geschädigt. Das Myelin wirkt wie eine Kunststoffisolierung um ein Elektrokabel. Bei der Erkrankung wird die saltatorische Erregungsleitung, also die Fortleitung von Nervenimpulsen in peripheren Nerven behindert. Dadurch erreichen Befehle des Gehirns die Muskeln nicht oder nicht richtig. Aus der Denervierung folgt eine Schwäche und ein Abbau der betroffenen Muskulatur.
Anders als bei Muskeldystrophien werden CMT-Patienten mit normalen Muskeln geboren. Die Muskeln schwinden (atrophieren), weil von CMT beeinträchtigte Nerven Befehle des Gehirns für bestimmte Bewegungen nicht exakt übertragen.
Der primäre Defekt besteht in der Verdopplung des PMP (Peripheral Myelin Protein) Gens auf Chromosom 17. Dadurch verdicken Myelinscheiden. Bald wird die Myelinscheide und/oder das Axon geschädigt, vermutlich durch einen Nährstoffmangel. Je stärker die Myelinschicht geschädigt ist, desto geringer ist die Nervenleitgeschwindigkeit und desto schwerwiegender die Ausprägung des Krankheitsbildes. Normal ist eine Nervenleitgeschwindigkeit von 50 m/s. Bei der demyelinisierenden Form liegt eine Leitgeschwindigkeit von < 38 m/s, bei der axonalen Form von > 38 m/s vor.

## Symptome

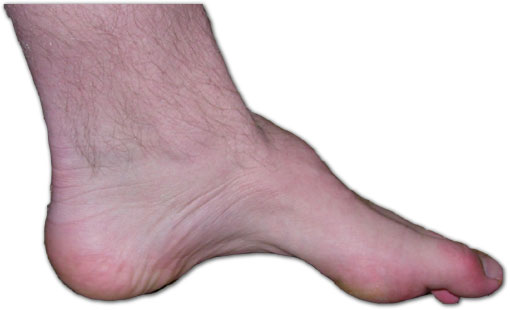
Hohlfuß mit Atrophie der kleinen Fußmuskeln und Hammerzehen bei einem Patienten mit CMT

Die Erkrankung setzt oft im Kindesalter ein. Manchmal fallen erst zwischen dem 20. und dem 30. Lebensjahr Manifestationen auf.
Die wichtigsten Symptome bestehen in einer zunehmenden und ausgeprägten Schwäche von Händen und Füßen, die sich bald in den Armen und Beinen ausbreitet. Zusätzlich zu der Versorgung mit Orthesen können Krücken, Rollatoren oder der Rollstuhl eine Hilfestellung bieten.

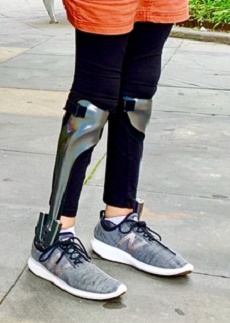
Patientin mit Muskelschwäche durch die Charcot-Marie-Tooth Krankheit und Orthesen zur Verbesserung der Sicherheit beim Stehen und Gehen.

In der Regel ist der Musculus tibialis anterior (Fußheber), der vorn am Schienbein herabläuft, als erster Muskel betroffen. Dieser Muskel gehört zu der Muskelgruppe der Dorsalextensoren, die den Fuß durch konzentrische Muskelarbeit anheben und durch exzentrische Muskelarbeit das Absenken des Vorfußes beim Fersenauftritt kontrollieren. Durch die Schwäche des Muskels resultiert ein unsicherer Gang: Der Fuß hängt beim Gehen in der Schwungphase schlaff herunter, man stolpert leicht und muss das Bein vom Oberschenkel aus anheben, bis auch die Zehen sich vom Boden lösen. Der Fuß setzt nicht mit der Ferse, sondern mit dem Vorfuß auf dem Boden auf oder setzt bei Erstkontakt mit der Ferse so auf, dass der Vorfuß patschend auf den Boden klappt. Meistens wird die Schwäche der fußhebenden Muskulatur von einer Atrophie des Musculus gastrocnemius begleitet, der zusammen mit dem Musculus soleus den Musculus triceps surae (Wadenmuskulatur) bildet. Die Atrophie der Wadenmuskulatur ist leicht erkennbar in der sogenannten „Storchenbeindeformität“. Die damit einhergehende Schwäche der Wadenmuskulatur führt zu einer unzureichenden Aktivierung des Vorfußhebels. Dadurch kommt es zu einer zusätzlichen zunehmenden Unsicherheit beim Stehen und Gehen. Dies wird anschaulich als Steppergang und beim Fortschreiten proximalwärts als Storchengang bezeichnet. Orthesen mit den dazu passenden Funktionselementen helfen bei der Kontrolle von Fußheber- und Knöchelinstabilität. Sie helfen bei der Aktivierung des Vorfußhebels und ermöglichen dadurch ein besseres Gleichgewichtsgefühl beim Stehen und Gehen, ohne dabei die Mobilität und die Dynamik des Knöchelgelenkes einzuschränken. Studien belegen die positive Wirkung von Orthesen mit einstellbaren Funktionselementen bei Patienten mit Lähmung dieser Muskelgruppen. Es ist von großem Vorteil, wenn die Widerstände der beiden Funktionselemente in die beiden Bewegungsrichtungen Dorsalextension und Plantarflexion getrennt voneinander einstellbar sind.
Die Reflexe, besonders der Achillessehnenreflex, fallen frühzeitig aus.

## Diagnose
Die Messung der (erheblich reduzierten) Nervenleitgeschwindigkeit und die Nervenbiopsie stützen die Diagnose.
Auch ist eine genetische Untersuchung zur Identifikation der zugrundeliegenden Mutation möglich. Eine kausale Behandlung gibt es nicht.

## Differentialdiagnostik
Abzugrenzen sind unter anderem der Talus verticalis, das Rosenberg-Chutorian-Syndrom und das Hagemoser-Weinstein-Bresnick-Syndrom. Eine hypertrophische Form der neuralen Muskelatrophie ist die Dejerine-Sottas-Krankheit.

## Verlauf und Prognose
Häufig ist das wichtigste Ziel für Patienten mit CMT der Erhalt von Bewegung, Muskelkraft und Flexibilität. Daher wird ein interprofessioneller Teamansatz mit Ergotherapie, Physiotherapie (PT), Orthopädietechniker, Podologe, Neurologe und/oder Orthopäde empfohlen. Ein Orthopädietechniker kann Ganganomalien behandeln, indem er die Verwendung von Orthesen verschreibt. Gehhilfen wie Rollator und Rollstühle können ebenso Hilfestellungen leisten.
Bei längerem Verlauf ist die Atrophie der Unterschenkelmuskulatur auf Anhieb sichtbar, die Unterschenkel wirken grazil, während die Oberschenkelmuskulatur noch kräftig ausgebildet sein kann. Sensible Reizsymptome (Schmerzen, Missempfindungen, Muskelkrämpfe) gehören zum Krankheitsbild. Motorische Ausfallserscheinungen sind jedoch ausgeprägter und bestimmen das Beschwerdebild.
Die Atrophie der Muskulatur schreitet annähernd symmetrisch voran. Insgesamt ist der Verlauf sehr langsam und dauert über Jahrzehnte an. Eine Heilung der genetisch bedingten Erkrankung ist bisher nicht möglich.
Eine Linderung der Erkrankung gelang bislang lediglich in Versuchen an Mäusen mit Rapamycin.